# Andretti Bain
Andretti Bain (Nassau, 1 december 1985) is een Bahamaans sprinter.
In 2004 werd Bain tijdens het WK indoor op de 4 x 400 m estafette met zijn teamgenoten Chris Brown, Timothy Munnings en Dennis Darling vijfde in 3.17,52.
Op de Olympische Spelen van 2008 in Peking behaalde Andretti Bain met zijn teamgenoten Michael Mathieu, Andrae Williams en Chris Brown op de 4 x 400 m estafette wederom de finale. Met 2.58,03 veroverden ze hier een zilveren medaille achter de Amerikaanse estafetteploeg, die het olympisch record verbeterde tot 2.55,39. In de halve finale van de individuele 400 m werd hij uitgeschakeld met een tijd van 45,52 s.

## Titels
- NCAA-kampioen 400 m - 2008
- NCAA-indoorkampioen 400 m - 2008

## Persoonlijke records
| Onderdeel    | Prestatie | Datum         | Plaats     |
| ------------ | --------- | ------------- | ---------- |
| 400 m        | 44,62 s   | 14 juni 2008  | Des Moines |
| 400 m horden | 51,65 s   | 29 maart 2008 | Arlington  |

## Palmares

### 400 m
Kampioenschappen
- 2003:  Carifta Games <20 jr. - 47,39 s
- 2004:  Centraal-Amerikaanse en Caribische jeugdkampioenschappen - 47,95 s

Diamond League-podiumplek
- 2010:  DN Galan – 46,03 s

### 400 m horden
- 2001:  Carifta Games <17 jr. - 54,58 s
- 2003:  Carifta Games <20 jr. - 53,68 s

### 4 x 400 m
- 2004: 5e WK indoor - 3.17,52
- 2008:  OS - 2.58,03
- 2010: DNF WK indoor